# پادشاه دریای باریک
«پادشاه دریای باریک» (به انگلیسی: King of the Narrow Sea) چهارمین قسمت از فصل اول سریال تلویزیونی درام فانتزی خاندان اژدها از اچ‌بی‌او است که نخستین بار در ۱۱ سپتامبر ۲۰۲۲ پخش شد. این قسمت توسط ایرا پارکر نوشته شده و کلر کیلنر آن را کارگردانی کرده‌است.
این اپیزود نقدهای بسیار مثبتی دریافت کرده‌است و از فیلمنامه پارکر، کارگردانی کیلنر، و اجراها، به ویژه کانسیداین، تمجید شده‌است.

## داستان

### در اِستورمز اِند
رینیرا به اِستورمز اِند سفر کرده‌است، جایی که با راهنمایی لرد بورموند باراتیون و همراهی سِر کریستون، خواستگاران بی‌شماری را ملاقات کرده و رد می‌کند. یک درگیری بین خواستگارها درمی‌گیرد که در آن پسری یکی دیگر را با شمشیر خود می‌کشد. آن‌ها در راه رفتن به خانه با کشتی، دیمون را روی اژدهایش کاراکسیس می‌بینند که از کنار آنها عبور می‌کند و از لشکرکشی خود در استپ استونز به خانه بازمی‌گردد.

### در کینگز لندینگ
درست زمانی که شاهزاده دیمون وارد اتاق تاج‌وتخت می‌شود، رینیرا به کینگز لندینگ بازمی‌گردد. دیمون می‌گوید که او را «پادشاه دریای باریک» نامیدند، اما با پادشاه ویسریس بیعت کرده و با برداشتن تاج خود، آن را به پادشاه می‌دهد. در حالی که برادران به هم می‌پیوندند و جشن می‌گیرند، ملکه آلیسنت تنهایی خود را به رینیرا که دلتنگ دوستی آن‌ها شده‌است، ابراز می‌کند. رینیرا در اواخر شب در لباس یک پسر، به همراه عمویش دیمون برای کاوش در کینگز لندینگ به بیرون می‌رود. آن‌ها مشروب می‌نوشند، در یک نمایش بی‌عفت شرکت می‌کنند و از یک روسپی‌خانه دیدن می‌کنند. دیمون، رینیرای مشتاق را اغوا می‌کند، اما نمی‌تواند کاملاً برانگیخته شود و برادرزادهٔ خود را در آنجا رها می‌کند. با بازگشت به رد کیپ، رینیرا سِر کریستون را اغوا می‌کند. جاسوس سِر اتو، او را از سوءاستفاده‌های دیمون و رینیرا مطلع می‌کند. سِر اتو این جریان را به پادشاه بازگو می‌کند در حالی که آلیسنت به آن گوش می‌دهد. او به‌طور خصوصی از رینیرا، که رابطهٔ جنسی با دیمون را انکار می‌کند، در این مورد پرسش می‌کند. پادشاه با عصبانیت با دیمون روبرو می‌شود، که ظاهراً اتهامات را تأیید می‌کند و به پادشاه پیشنهاد ازدواج با رینیرا را می‌دهد. ویسریس می‌گوید دیمون فقط برای به دست آوردن تاج سلطنتی می‌خواهد ازدواج کند، سپس برادرش را به وِیل تبعید می‌کند. ویسریس برای جلوگیری از رسوایی، به رینیرا دستور می‌دهد تا با سِر لِینور ولاریون ازدواج کند. پادشاه سِر اتو های‌تاور را از سمت دستِ خود برکنار می‌کند و احساس می‌کند که اتو همیشه برای منافع شخصی خودش از او سوءاستفاده کرده‌است. پادشاه، گرندمستر ملوس را می‌فرستد تا به رینیرا یک چای احتیاطی سقط جنین بدهد.

## بازخورد

### رتبه‌بندی
حدود ۱٫۸۱ میلیون بیننده «پادشاه دریای باریک» را در اولین پخش آن از اچ‌بی‌او در ۱۱ سپتامبر ۲۰۲۲ تماشا کردند.

### پاسخ انتقادی
در وبسایت بازبینی‌خوانی راتن تومیتوز، ۸۸٪ از ۱۰۴ بررسی منتقدین مثبت است و این قسمت میانگینِ امتیاز ۷٫۶/۱۰ را در اختیار دارد. اجماع این وبسایت چنین می‌نویسید: ««پادشاه دریای باریک»، برای تماشا با خانواده بسیار ناراحت‌کننده است و شعله‌های اژدها را با رابطه‌های خطرناک معاوضه می‌کند، و راه طولانی را به سمت تعمیق شبکه توطئه‌های خاندان اژدها پیش می‌برد.»
مولی ادواردز از گیمزریدار+ امتیاز ۴٫۵ از ۵ ستاره را به این قسمت داد و گفت: «پس از نمایش خیره‌کننده و وحشتناک هفتهٔ گذشته، «پادشاه دریای باریک» بازگشتی است به آنچه این مجموعه به خوبی انجام می‌دهد: یک بازی پر پیچ‌وخم با انگیزه‌های مخفی. تا زمان پخش تیتراژ پایانی، این اپیزود به طرز ماهرانه‌ای تک‌تک اعضای بازیگران اصلی خود را در موقعیتی غیرممکن قرار می‌دهد». الک بوجالاد از دن آف گیک به آن امتیاز ۴ از ۵ ستاره داد و نوشت: «رویکرد نمایش نسبت به زمان همانند یک شمشیر دولبهٔ والریایی است. خاندان اژدها بسیاری از کارهای کوچک را به خوبی انجام می‌دهد که آرزو می‌کنید کاش زمان بیشتری برای لذت‌بردن از آن‌ها داشت.» مایکل دیکن از دیلی تلگراف نیز به آن امتیاز ۴ از ۵ ستاره داد و آن را «بهترین قسمت سریال تاکنون» نامید.
جنا شرر از ای. وی. کلاب به آن نمره «B+» داد و از نویسندگی پارکر، کارگردانی کیلنر، موسیقی جوادی و بازی اسمیت و آلکاک تمجید کرد. شرر علاوه بر این در مورد پارکر و کیلنر اظهار داشت که این دو با موفقیت «روایت و انگیزه‌ای احساسی ایجاد کرده‌اند که خاندان اژدها به شدت تاکنون فاقد آن بود.» او این اپیزود را به‌طور کلی «پرتنش، سکسی، باهوش و بسیار سرگرم‌کننده» دانست. هلن اوهارا از آی‌جی‌ان به آن نمرهٔ «خوبِ» ۷ از ۱۰ را داد و در نقد خود نوشت: «پس از قسمت پر اکشن قبلی، این اپیزود آرام‌تر و تقریباً بدون صحنه‌های اکشن است و باری دیگر بر روی مسائل مربوط به خانواده و جنسیت متمرکز شده‌است. عملکرد بازیگران، فیلم‌برداری و آهنگ‌سازی در این قسمت عالی است، اما شخصیت‌های ناراضی و خودآگاهش اگر بخواهند با بازی تاج‌وتخت مطابقت داشته باشند، به کمی دقت نیاز دارند.» او همچنین نویسندگی، ارزش‌های تولید، و اجراها، به ویژه کانسیدین را ستود. جرمی اگنر از نیویورک تایمز نیز از این قسمت استقبال کرد و اجرای پویای کانسیدین و آلکاک را ستود.